# Coupe du monde de voile 2012-2013
Navigation
Édition précédente Édition suivante
La Coupe du monde de voile 2012-2013 est constituée de 4 étapes. Les épreuves inscrites à cette Coupe du monde sont celles sélectionnées pour les prochains Jeux olympiques et Jeux paralympiques.

## Les étapes
| Dates                   | Lieu      |
| ----------------------- | --------- |
| 2 au 8 décembre         | Melbourne |
| 26 janvier au 2 février | Miami     |
| 30 mars au 6 avril      | Palma     |
| 20 au 27 avril          | Hyères    |

## Notation Coupe du monde
À chacune des  régates les 20 premiers bateaux marquent des points (20 pour le 1er, 19 pour le 2e, etc.).

## Résultats par épreuve

### 470 Hommes
| Épreuves  | Or                       | Argent                      | Bronze                    |
| --------- | ------------------------ | --------------------------- | ------------------------- |
| Melbourne | Mathew Belcher Australie | Jim Asenathi Afrique du Sud | Angus Galloway Australie  |
| Miami     | Stuart McNay États-Unis  | Matthias Schmid Autriche    | David Bargehr Autriche    |
| Palma     | Mathew Belcher Australie | Mantis Panagiotis Grèce     | Luke Patience Royaume-Uni |
| Hyères    | Mathew Belcher Australie | Sofian Bouvet France        | Lucas Calabrese Argentine |

### 470 Femmes
| Épreuves  | Or                       | Argent                      | Bronze                      |
| --------- | ------------------------ | --------------------------- | --------------------------- |
| Melbourne | Sasha Ryan Australie     | Lucy Shephard Australie     | Jacqueline Gurr Australie   |
| Miami     | Fernanda Oliveira Brésil | Wang Xiaoli Chine           | Xu Xiaomai Chine            |
| Palma     | Fernanda Oliveira Brésil | Sophie Weguelin Royaume-Uni | Anne Haeger États-Unis      |
| Hyères    | Fernanda Oliveira Brésil | Camille Lecointre France    | Sophie Weguelin Royaume-Uni |

### 49er Hommes
| Épreuves  | Or                            | Argent                    | Bronze                     |
| --------- | ----------------------------- | ------------------------- | -------------------------- |
| Melbourne | Steven Thomas Australie       | Luke Parkinson Australie  | William Phillips Australie |
| Miami     | Frederick Strammer États-Unis | Ryan Pesch États-Unis     | Sebastian Östling Suède    |
| Palma     | Erik Heil Allemagne           | Allan Nørregaard Danemark | David Evans Royaume-Uni    |
| Hyères    | Dylan Fletcher Royaume-Uni    | David Evans Royaume-Uni   | Carlos Paz Espagne         |

### 49er FX Femmes
| Épreuves  | Or                                 | Argent                             | Bronze                      |
| --------- | ---------------------------------- | ---------------------------------- | --------------------------- |
| Melbourne | Alex Maloney Nouvelle-Zélande      | Tessa Parkinson Australie          | Olivia Price Australie      |
| Miami     | Martine Soffiatti Brésil           | Anna Tunnicliffe États-Unis        | Kristen Lane États-Unis     |
| Palma     | Ida Marie Baad Nielsen Danemark    | Alexandra Maloney Nouvelle-Zélande | Jena Mai Hansen Danemark    |
| Hyères    | Alexandra Maloney Nouvelle-Zélande | Charlotte Dobson Royaume-Uni       | Annemiek Bekkering Pays-Bas |

### Finn Hommes
| Épreuves  | Or                       | Argent                     | Bronze                       |
| --------- | ------------------------ | -------------------------- | ---------------------------- |
| Melbourne | Brendan Casey Australie  | Oliver Tweddell Australie  | Jake Lilley Australie        |
| Miami     | Caleb Paine États-Unis   | Greg Douglas Canada        | Jorge Zarif Brésil           |
| Palma     | Giles Scott Royaume-Uni  | Pieter-Jan Postma Pays-Bas | Vasilij Zbogar Slovénie      |
| Hyères    | Andrew Mills Royaume-Uni | Giles Scott Royaume-Uni    | Josh Junior Nouvelle-Zélande |

### Laser Hommes
| Épreuves  | Or                            | Argent                    | Bronze                         |
| --------- | ----------------------------- | ------------------------- | ------------------------------ |
| Melbourne | Tom Burton Australie          | Matthew Wearn Australie   | Ryan Palk Australie            |
| Miami     | Jesper Stalheim Suède         | Karl-Martin Rammo Estonie | Charlie Buckingham États-Unis  |
| Palma     | Andy Maloney Nouvelle-Zélande | Tom Burton Australie      | Sam Sam Meech Nouvelle-Zélande |
| Hyères    | Tom Burton Australie          | Robert Scheidt Brésil     | Tonči Stipanović Croatie       |

### Laser radial Femmes
| Épreuves  | Or                         | Argent                  | Bronze                     |
| --------- | -------------------------- | ----------------------- | -------------------------- |
| Melbourne | Krystal Weir Australie     | Manon Luther Suisse     | Elizabeth Yin Singapour    |
| Miami     | Paige Railey États-Unis    | Tuula Tenkanen Finlande | Isabella Bertold Canada    |
| Palma     | Alison Young Royaume-Uni   | Sarah Gunni Danemark    | Anne-Marie Rindom Danemark |
| Hyères    | Marit Bouwmeester Pays-Bas | Tuula Tenkanen Finlande | Alison Young Royaume-Uni   |

### RS:X Hommes
| Épreuves  | Or                             | Argent                   | Bronze                            |
| --------- | ------------------------------ | ------------------------ | --------------------------------- |
| Melbourne | Luke Baillie Australie         | Patrick Vos Australie    | Samuel Treharne Australie         |
| Miami     | Ivan Pastor Espagne            | Nick Dempsey Royaume-Uni | Dorian van Rijsselberghe Pays-Bas |
| Palma     | Ivan Pastor Espagne            | Toni Wilhelm Allemagne   | Kiran Badloe Pays-Bas             |
| Hyères    | Przemysław Miarczyński Pologne | Piotr Myszka Pologne     | Julien Bontemps France            |

### RS:X Femmes
| Épreuves | Or                       | Argent                      | Bronze                 |
| -------- | ------------------------ | --------------------------- | ---------------------- |
| Miami    | Maayan Davidovich Israël | Tuuli Petäjä-Sirén Finlande | Blanca Manchon Espagne |
| Palma    | Flavia Tartaglini Italie | Bryony Shaw Royaume-Uni     | Moana Delle Allemagne  |
| Hyères   | Bryony Shaw Royaume-Uni  | Blanca Manchon Espagne      | Charline Picon France  |

### Nacra 17 Mixte
| Épreuves | Or                        | Argent                    | Bronze                  |
| -------- | ------------------------- | ------------------------- | ----------------------- |
| Miami    | Sarah Newberry États-Unis | Sarah Streater États-Unis | Taylor Reiss États-Unis |
| Palma    | Mandy Mulder Pays-Bas     | Renee Groeneveld Pays-Bas | Moana Vaireaux France   |
| Hyères   | Tim Shuwalow Suède        | Billy Besson France       | Matias Buhler Suisse    |